# Алексеевка (Жмеринский район)
Алексе́евка (укр. Олексіївка) — село на Украине, находится в Жмеринском районе Винницкой области.
Код КОАТУУ — 0521082206. Население по переписи 2001 года составляет 346 человек. Почтовый индекс — 23163. Телефонный код — 4332.
Занимает площадь 1,2 км².

## Адрес местного совета
23163, Винницкая область, Жмеринский р-н, с. Кам ´яногирка, ул. Кооперативная